# Alvin Saldaña
Alvin Antonio Saldaña Muñoz (Santiago de Chile, 5 de julio de 1976) es un abogado, activista ambiental, terapeuta y político chileno. Fue miembro de la Convención Constitucional de Chile, por el distrito 15.

## Biografía

### Carrera profesional y activismo
Alvin Saldaña nació en Santiago y creció en la comuna de Rengo, en una zona rural donde desde pequeño estuvo vinculado a la naturaleza y las actividades ligadas a la agricultura. En 1994 entró a cursar la carrera de Derecho en la Universidad Diego Portales, de la cual se tituló como abogado en 1999. Más tarde, realizó un diplomado en Educación para la Sustentabilidad en la Universidad de Santiago de Chile. Desde 2001 trabaja como abogado en Alvin Saldaña y Cia Abogados Ltda. Fue asesor jurídico de la municipalidad de Peumo entre 2009 y 2016.
En 2014, toma la decisión de redireccionar su trabajo como abogado, avocándose a la defensa de los derechos ambientales, iniciando su activismo ambiental desde el Movimiento por las Aguas y los Territorios, la Red por la Soberanía Alimentaria (desde 2016) y la ONG Tejiendo Ecologías (desde 2018), levantando iniciativas comunitarias y proyectos hasta la actualidad. Fue también Vicedirector del Comité Ambiental Comunal de Olivar, entre 2018 y 2021.
En el 2015, se formó como terapeuta Gestalt en la escuela de Claudio Naranjo.

### Convencional constituyente
Inscribió su candidatura independiente para las elecciones de convencionales constituyentes de Chile de 2021 por el Distrito 15 (Codegua, Coinco, Coltauco, Doñihue, Graneros, Machalí, Malloa, Mostazal, Olivar, Quinta de Tilcoco, Rancagua, Rengo y Requínoa), formando parte de la lista "Movimientos Sociales Autónomos", resultando electo con el 4,90% de los votos, si bien su lista entera obtuvo cerca del 13%.
En el proceso de discusión de los Reglamentos de la Convención, participó en la Comisión Provisoria de Comunicaciones, Información y Transparencia. Posteriormente, se incorporó a la Comisión Temática sobre Principios Constitucionales, Democracia, Nacionalidad y Ciudadanía.
El 27 de agosto de 2021 fue uno de los fundadores de «Movimientos Sociales Constituyentes», agrupación de convencionales que busca articular el trabajo de dichos representantes en la Convención Constitucional.
El 3 de diciembre de 2021, Saldaña ingresó una denuncia ante el Comité de Ética de la Convención Constitucional en contra de la convencional Marcela Cubillos, por «faltar a la probidad y desinformar a la opinión pública», a raíz de un tuit de Cubillos en el que acusaba que la convencional Francisca Linconao había propuesto eliminar la cueca como baile nacional, algo que, como bien dijo Saldaña, «no ha sido motivo de discusión en ninguno de los plenos, ni en las comisiones, ninguna de las materias señaladas por la denunciada señora Cubillos Sigall, así esta información resulta ser falsa». Finalmente, en febrero de 2022 Cubillos fue sancionada por el Comité de Ética con una multa equivalente al 5% de su dieta parlamentaria.

## Historial electoral

### Elecciones de convencionales constituyentes de 2021
- Elecciones de convencionales constituyentes de 2021, para convencional constituyente por el distrito 15 (Codegua, Coinco, Coltauco, Doñihue, Graneros, Machalí, Malloa, Mostazal, Olivar, Quinta de Tilcoco, Rancagua, Rengo y Requínoa)[12]

| Candidato                | Pacto                          | Partido | Votos  | %    | Resultados   |
| ------------------------ | ------------------------------ | ------- | ------ | ---- | ------------ |
| Loreto Vallejos Dávila   | La Lista del Pueblo            | ILYP    | 17 059 | 9,42 | Convencional |
| Marcela Riquelme Aliaga  | Independiente (Fuera de Pacto) | Ind.    | 15 360 | 8,49 |              |
| Alvin Saldaña Muñoz      | Mov. Sociales y Autónomos      | ILP     | 8876   | 4,90 | Convencional |
| Federico Iglesias Muñoz  | Vamos por Chile                | ILXP    | 8445   | 4,66 |              |
| Carol Bown Sepúlveda     | Vamos por Chile                | UDI     | 7396   | 4,08 | Convencional |
| Matías Orellana Cuellar  | Lista del Apruebo              | PS      | 7229   | 3,99 | Convencional |
| Fernando Puentes Araneda | Mov. Sociales y Autónomos      | ILP     | 6632   | 3,66 |              |
| Enrique López Meneses    | La Lista del Pueblo            | ILYP    | 6314   | 3,49 |              |
| Damaris Abarca González  | Apruebo Dignidad               | ILYQ    | 6010   | 3,32 | Convencional |
| Marcelo Herrera Oñate    | Partido Unión Patriótica       | UPA     | 5502   | 3,04 |              |
| Ximena Nogueira Serrano  | Lista del Apruebo              | PS      | 5463   | 3,02 |              |